# Izzy (mascota)
Izzy fue la mascota de los Juegos Olímpicos de Atlanta 1996, creada por el diseñador estadounidense John Ryan. Es un personaje antropomórfico de color azul, realizado con animación por ordenador, que puede transformarse en diferentes formas.
La primera versión de la mascota, llamada Whatizit, fue presentada en la ceremonia de clausura de Barcelona 1992. Tras una fría acogida, la organización de Atlanta 1996 encargó su rediseño para hacerla más atractiva al público infantil. Izzy está considerado un fracaso comercial en la historia de los Juegos Olímpicos.

## Historia
El comité de organización de los Juegos Olímpicos de Atlanta inició la búsqueda de una mascota en 1991, con una competición entre 20 empresas de diseño que estaba abierta a las sugerencias del público. La seleccionada fue Whatizit (más tarde Izzy), un personaje antropomórfico de color azul diseñado por John Ryan, director de animación de DESIGNefx, con sede en Atlanta. En su momento se vendió como el primer diseño de una mascota olímpica por ordenador, que rompía con la tradición de eventos anteriores de incluir un animal como símbolo. Según su historia, Izzy es un chico de 15 años residente en Torchworld, una ciudad localizada dentro de la llama olímpica, que sueña con participar en unos Juegos Olímpicos. Gracias a los aros olímpicos que porta en los ojos y en la cola, el personaje tiene la capacidad de transformarse en lo que desee, y sus habilidades deportivas se ven potenciadas.
La mascota se presentó en sociedad en la ceremonia de clausura de Barcelona 1992. Aunque en su presentación no se desveló el nombre, se la llamó Whatizit —variación de What is it, en español «qué es eso»— porque no sabían como definirla. La mascota recibió críticas negativas desde el principio. La organización de Atlanta 1996 rechazó cambiarla, pero pidió a John Ryan que la rediseñara. El equipo de Ryan volcó sus esfuerzos en el público infantil; entre otros cambios se aumentó el tamaño de las extremidades para darle un aspecto más atlético, se añadió una nariz roja y se modificó su boca. También se adoptó el nombre Izzy.
El comité de organización intentó que la popularidad de Izzy entre el público aumentara, con una fuerte campaña de merchandising que incluía la serie de animación Izzy's Quest For Olympic Gold, donde se explicaba la historia del personaje, y un videojuego para Super Nintendo y Mega Drive. Sin embargo, y pese a que la acogida entre el público infantil fue buena, la mascota continuó siendo muy criticada entre los medios de comunicación, expertos en diseño y dibujantes, lo que la convirtió en un fracaso comercial. A diferencia de Cobi (Barcelona 1992), que fue muy criticada al principio pero después resultó un éxito, Izzy terminó siendo rechazada por la propia organización. Durante los Juegos Olímpìcos, Izzy no apareció en las ceremonias ni de apertura ni de clausura, e incluso el presidente del comité organizador se negó a hacerse una foto con la mascota en la Villa Olímpica.
Cuando los Juegos Olímpicos concluyeron, la recaudación total por merchandising de Izzy fue de 250 millones de dólares. La imagen de Izzy estuvo asociada también a la propia organización de los Juegos Olímpicos en Atlanta, que fue calificada de ineficiente y problemática.

## Recepción
El diseño de Izzy recibió muchas críticas, tanto del público como de los medios de comunicación. En su presentación sorprendió que fuese elegido un personaje antropomórfico, por encima de símbolos representativos de la ciudad como el fénix —utilizado para los Juegos Paralímpicos de 1996—, lo que en opinión de algunos publicistas limitaba su personalidad, y su diseño tampoco convenció. La prensa estadounidense no dudó en llamarla «babosa azul» y «esperma con deportivas» según la revista Time, y un diario de Atlanta la definió como «un sueño horrible, que hace pensar si realmente fue buena idea que Atlanta organizara los Juegos». Tampoco gustó a dibujantes como Matt Groening, creador de Los Simpson, quien definió a Izzy como «una mala mezcla entre Poppy Fresco (símbolo de Pillsbury) y una uva pasa de California».
John Ryan, creador de la mascota, dijo que Izzy no había sido comprendida por el público porque estaba pensada para acercar la historia de los Juegos Olímpicos a la infancia. En un reportaje la defendió de la siguiente forma: «fue muy eficaz entre los niños, pero tuvo muchas críticas entre el público adulto. Los periodistas la destrozaron y fue utilizada para personificar cualquier cosa negativa que ocurriera en Atlanta, hasta los baches».